# Gattières
Gattières är en kommun i departementet Alpes-Maritimes i regionen Provence-Alpes-Côte d'Azur i sydöstra Frankrike. Kommunen ligger  i kantonen Carros som ligger i arrondissementet Grasse. År 2022 hade Gattières 4 345 invånare.

## Befolkningsutveckling
Antalet invånare i kommunen Gattières
Referens: INSEE

## Galleri

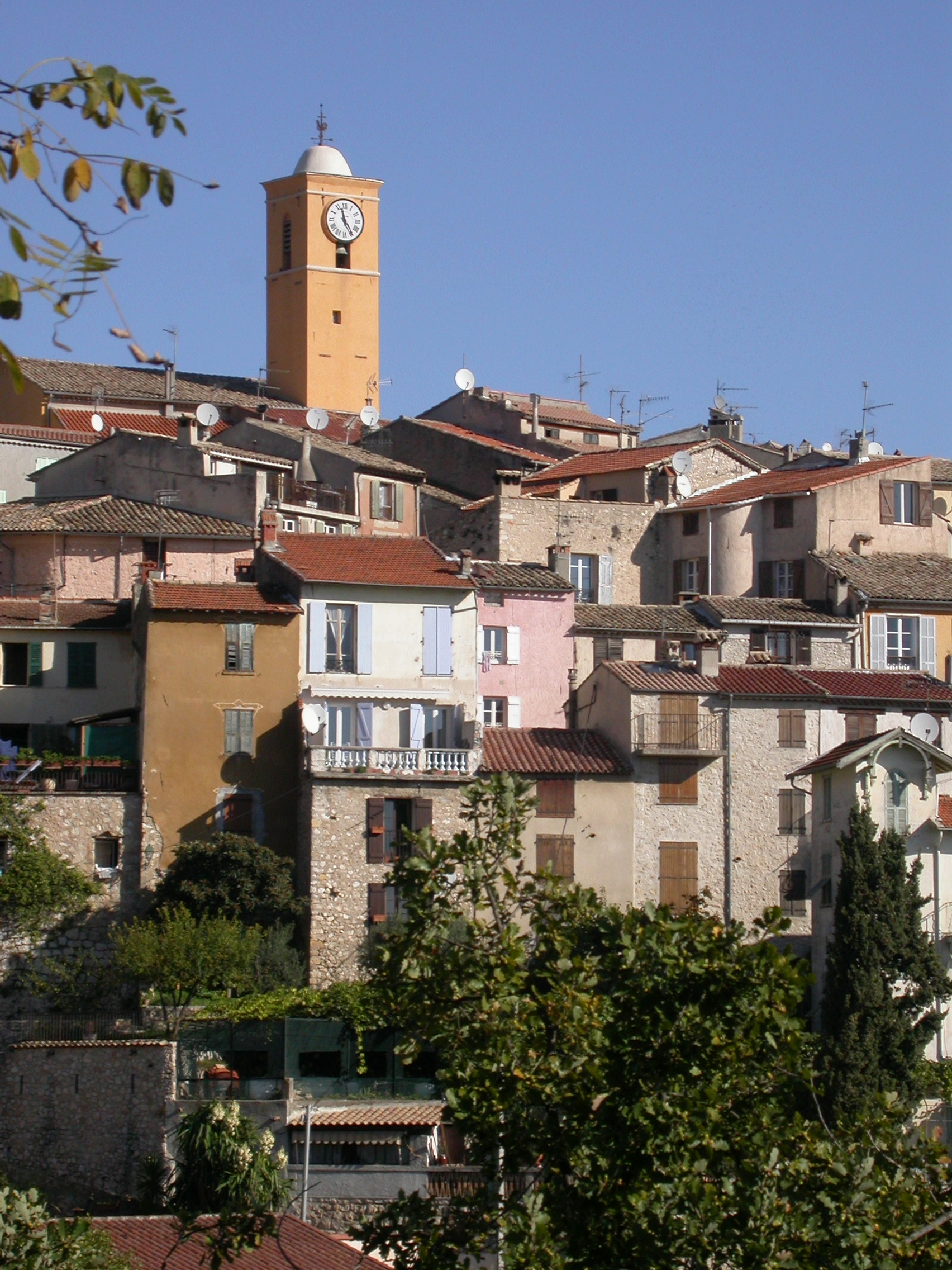